# Satotwa

Satotwa liegt im Wahlkreis Mankumpi unweit des Mangetti-Nationalparks

Satotwa ist eine Ansiedlung in der Region Kavango-West im Nordosten Namibias. Sie ist Kreisverwaltungssitz des Wahlkreises Mankumpi. Der Ort verfügt über eine durch die Volksrepublik China finanzierte Schule mit Internat.